# Càlcul d'Itô
El càlcul d'Itô, que rep el nom de Kiyosi Itô, amplia els mètodes de càlcul a processos estocàstics com el moviment brownià (vegeu procés de Wiener). Té aplicacions importants en finances matemàtiques i equacions diferencials estocàstiques.
El concepte central és la integral estocàstica Itô, una generalització estocàstica de la integral de Riemann-Stieltjes en l'anàlisi. Els integrands i els integradors són ara processos estocàstics:
{\displaystyle Y_{t}=\int _{0}^{t}H_{s}\,dX_{s},}on H és un procés localment quadrat-integrable adaptat a la filtració generada per X (Revuz & Yor 1999, Chapter IV)  , que és un moviment brownià o, més generalment, una semimartingala. El resultat de la integració és llavors un altre procés estocàstic. Concretament, la integral de 0 a qualsevol t particular és una variable aleatòria, definida com un límit d'una determinada seqüència de variables aleatòries. Els camins del moviment brownià no compleixen els requisits per poder aplicar les tècniques estàndard de càlcul. Així, amb l'integrant un procés estocàstic, la integral estocàstica d'Itô equival a una integral respecte a una funció que no és derivable en cap punt i té una variació infinita en cada interval de temps. La idea principal és que la integral es pot definir sempre que s'adapti l'integrand H, la qual cosa significa que el seu valor en el temps t només pot dependre de la informació disponible fins aquest moment. A grans trets, s'escull una seqüència de particions de l'interval de 0 a t i construeix les sumes de Riemann. Cada vegada que estem calculant una suma de Riemann, estem utilitzant una instanciació particular de l'integrador. És crucial quin punt de cadascun dels intervals petits s'utilitza per calcular el valor de la funció. Aleshores, el límit es pren en probabilitat ja que la malla de la partició va a zero. S'han de tenir en compte nombrosos detalls tècnics per demostrar que aquest límit existeix i és independent de la seqüència particular de particions. Normalment, s'utilitza l'extrem esquerre de l'interval.
Els resultats importants del càlcul d'Itô inclouen la fórmula d'integració per parts i el lema d'Itô, que és una fórmula de canvi de variables. Aquestes difereixen de les fórmules del càlcul estàndard, a causa dels termes de variació quadràtica.
En finances matemàtiques, l'estratègia d'avaluació de la integral descrita es conceptualitza com que primer estem decidint què fer i després observant el canvi en els preus. L'integrand és la quantitat d'accions que tenim, l'integrador representa el moviment dels preus i la integral és la quantitat de diners que tenim en total, inclòs el valor de les nostres accions, en un moment donat. Els preus de les accions i altres actius financers negociats es poden modelar mitjançant processos estocàstics com el moviment brownià o, més sovint, el moviment brownià geomètric (vegeu Black-Scholes). Aleshores, la integral estocàstica d'Itô representa el benefici d'una estratègia de negociació en temps continu que consisteix a mantenir una quantitat H t de les accions en el temps t. En aquesta situació, la condició que H estigui adaptada correspon a la restricció necessària que l'estratègia comercial només pot fer ús de la informació disponible en qualsevol moment. Això evita la possibilitat de guanys il·limitats mitjançant la clarividència : comprar les accions just abans de cada pujada del mercat i vendre abans de cada baixada. De la mateixa manera, la condició que H s'adapti implica que la integral estocàstica no divergirà quan es calcula com a límit de les sumes de Riemann (Revuz & Yor 1999, Chapter IV).

## Processos Itô

Una única realització del procés Itô amb μ = 0 i σ = ψ(t−5), on ψ és l'ona de Ricker. Fora de la marea d'onades, el moviment del procés Itô és estable.

Un procés Itô es defineix com un procés estocàstic adaptat que es pot expressar com la suma d'una integral respecte al moviment brownià i una integral respecte al temps. {\displaystyle X_{t}=X_{0}+\int _{0}^{t}\sigma _{s}\,dB_{s}+\int _{0}^{t}\mu _{s}\,ds.}
Aquí, B és un moviment brownià i cal que σ sigui un procés B -integrable previsible, i μ sigui previsible i (Lebesgue) integrable. És a dir, {\displaystyle \int _{0}^{t}(\sigma _{s}^{2}+|\mu _{s}|)\,ds<\infty } per cada t. La integral estocàstica es pot estendre a aquests processos Itô, {\displaystyle \int _{0}^{t}H\,dX=\int _{0}^{t}H_{s}\sigma _{s}\,dB_{s}+\int _{0}^{t}H_{s}\mu _{s}\,ds.}
Això es defineix per a tots els integrands localment limitats i predictibles. De manera més general, cal que Hσ sigui B -integrable i Hμ sigui integrable de Lebesgue, de manera que {\displaystyle \int _{0}^{t}\left(H^{2}\sigma ^{2}+|H\mu |\right)ds<\infty .} Aquests processos predictibles H s'anomenen X -integrables.
Un resultat important per a l'estudi dels processos d'Itô és el lema d'Itô. En la seva forma més simple, per a qualsevol funció diferenciable dues vegades contínuament f sobre els reals i el procés d'Itô X tal com s'ha descrit anteriorment, afirma que {\displaystyle Y_{t}=f(X_{t})} és en si mateix un procés Itô satisfactori {\displaystyle dY_{t}=f^{\prime }(X_{t})\mu _{t}\,dt+{\tfrac {1}{2}}f^{\prime \prime }(X_{t})\sigma _{t}^{2}\,dt+f^{\prime }(X_{t})\sigma _{t}\,dB_{t}.}Aquesta és la versió de càlcul estocàstic de la fórmula del canvi de variables i la regla de la cadena. Es diferencia del resultat estàndard a causa del terme addicional que implica la segona derivada de f, que prové de la propietat que el moviment brownià té una variació quadràtica diferent de zero.